# Aeroportul Booue
Aeroportul Booue (IATA: BGB, ICAO: FOGB) este un aeroport din Provincia Ogooué-Ivindo, Gabon ce deservește zona Booué⁠(d). A fost numit după zona deservită.
Situat la o altitudine de 184 m, aeroportul dispune de o singură pistă.